# Мазан, Михаил Семёнович
Михаил Семёнович Мазан (21 ноября 1920, Магдалиновский район, Днепропетровский округ — 12 декабря 1944, Венгрия) — Гвардии капитан Рабоче-крестьянской Красной Армии, участник Великой Отечественной войны, Герой Советского Союза (1946).

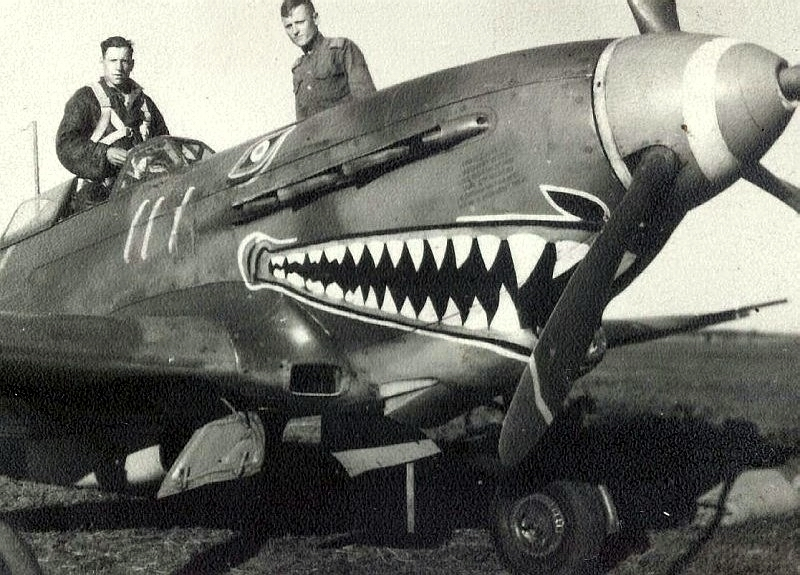
Герой советского союза Мазан М.С. (слева)и механик самолетов В.И. Баранов

## Биография
Михаил Мазан родился 21 ноября 1920 года в селе Ульяновка (ныне — Магдалиновский район Днепропетровской области Украины). После окончания семи классов школы и школы фабрично-заводского ученичества работал слесарем на заводе, одновременно с работой занимался в аэроклубе. В 1940 году Мазан был призван на службу в Рабоче-крестьянскую Красную Армию. В том же году он окончил Качинскую военную авиационную школу пилотов. С декабря 1941 года — на фронтах Великой Отечественной войны. Участвовал в Сталинградской битве, освобождении Украинской и Молдавской ССР, Румынии и Венгрии.
Из воспоминаний Д.П.Панова Панов, Дмитрий Пантелеевич: "Судя по огромному крокодилу, нарисованному на борту нашего самолёта — животное широко раскрывало пасть с белыми зубами, имело жёлтые глаза, и растопыренные лапы с белыми когтями, это был самолёт Миши Мазана. Этот двадцатипятилетний, хваткий украинский парень, по-моему, из-под Запорожья, как будто оживший персонаж из повести “Тарас Бульба”, смелый, напористый и хваткий славянин, всё более уверенно выходил в первые ряды асов нашего полка. К тому времени он сбил уже около десятка самолётов, причем, реально на наших глазах, а не так, как порой было принято писать в наградных листках “в группе”."
К декабрю 1944 года гвардии капитан Михаил Мазан был заместителем командира эскадрильи 85-го гвардейского истребительного авиаполка (6-й гвардейской истребительной авиадивизии, 3-го гвардейского истребительного авиакорпуса, 5-й воздушной армии, 2-го Украинского фронта). За время своего участия в войне он совершил 440 боевых вылетов, принял участие в 91 воздушном бою, сбив 20 вражеских самолётов лично и 3 в группе. 12 декабря 1944 года Мазан был сбит стрелком союзнического бомбардировщика, пролетавшего над расположением полка на территории Венгрии. Похоронен в парке замка Тапиосентмартон в 40 километрах к юго-востоку от Будапешта.

## Награды
Указом Президиума Верховного Совета СССР от 15 мая 1946 года за «мужество, отвагу и героизм, проявленные в борьбе с немецкими захватчиками» гвардии капитан Михаил Мазан посмертно был удостоен высокого звания Героя Советского Союза. Также был награждён орденом Ленина, двумя орденами Красного Знамени, двумя орденами Отечественной войны 1-й степени и рядом медалей.